# Anna Cristino
Anna Cristino (Torino, 28 dicembre 2001) è una schermitrice italiana, specializzata nel fioretto. Ha vinto una medaglia d'oro agli Europei 2025 nel fioretto femminile a squadre.

## Carriera
Anna è nata a Torino, salvo poi trasferirsi a Lucca quando aveva 7 anni; attualmente si allena a Firenze con il maestro Alessandro Puccini.  

### Fasi giovanili
Anna è una ragazza che ha sempre mostrato grande talento basti pensare che da giovanissima, a 13 anni, ha preso parte a una tappa del circuito europeo cadetto a Pisa. Continuerà con questa abitudine fino ai 15 anni. Anna è stata inoltre numero uno a livello under-14 e terza a livello Allievi.
Nel 2017, a soli 16 anni, partecipa ai campionati italiani assoluti in cui arriva 12ª a squadre a Gorizia; nello stesso anno prende anche parte ai campionati cadetti di Cagliari Calcio dove arriva decima.

### 2018-2019
È il biennio in cui Anna inizia a partecipare anche con costanza a varie competizioni internazionaliː infatti parteciperà a varie tappe del circuito europeo cadetto il cui miglior risultato sarà l'undicesima posizione nella tappa di Roma. Prende poi parte ai campionati nazionali cadetti e Juniores svolti a Verona in cui vincerà, in individuale, la medaglia di Bronzo nella competizione cadetti mentre a livello Juniores arriverà 14ª. Risultati che la porteranno al sesto posto nel ranking nazionale cadetto.
Nel 2019 prenderà invece parte ad alcune tappe di Coppa del Mondo Juniores in cui non otterrà però risultati di rilievo. Partecipa allora ai campionati nazionali in tre categorie diverseː Juniores, Under-23 e Assoluti. Nei primi svolti a Lecce giunge decima, nei secondi a Belluno 28ª e, agli Assoluti di Palermo giunge 19ª a livello individuale e quinta a squadre.

### 2020-2021
Passiamo quindi al biennio interessato dalla pandemia di COVID-19 che darà una grande frenata alle competizioniː infatti Anna nel 2020 parteciperà solamente a un paio di tappe in CdM Juniores senza ottenere grandi risultati. 
Il 2021 è l'anno in cui Anna inizia a far parlare molto di sé grazie ai risultati ottenuti nei campionati nazionali; partecipa infatti alla competizione Juniores e agli Assoluti. Nei primi, svolti a Riccione, giunge fino alla finale dove si arrende per 15-12 a Martina Favaretto mentre agli Assoluti, svolti a Cassino, riesce a spingersi sino alla nona posizione individuale. Finisce l'anno come seconda nel ranking italiano Giovani.

### 2022
Nel 2022 inizia partecipando al campionato italiano Under-23, svolto a Cagliari, in cui vince la sua prima medaglia d'Oro a livello nazionale battendo in finale Margherita Lorenzi per 15-8. Inizia inoltre ad ottenere eccellenti risultati anche fuori dalla penisolaː partecipa infatti ai campionati europei Under-23 svolti a Tallinn dove arriva sesta uscendo contro la poi vice campionessa europea under-23 Dhuique-Hein. Inizia poi a prender parte anche a varie tappe della CdM Assoluti in cui ottiene, come miglior risultato, la 24ª posizione raggiunta nella tappa di Poznań. Chiuderà l'anno in CdM all'87º posto. Prende poi parte ai campionati italiani assoluti, svolti a Courmayeur, dove arriva ottava nell'individuale e vince la sua prima medaglia d'Argento nella categoria nella competizione a squadre.

### 2023
Nel 2023 partecipa a molte più competizioni facendo vedere tutto il suo talento. Inizia con varie partecipazioni alle tappe di CdM e il suo miglior risultato sarà la ventunesima posizione a Tbilisi. Termina l'anno in 86ª posizione, migliorando il suo risultato dell'anno passato di una posizione. Prende parte ai XXXI giochi mondiali universitari estivi, svolti a Chengdu, in cui arriva nona nella competizione individuale e, in quella a squadre, vince la medaglia d'Argento perdendo in finale contro la Cina. Partecipa quindi ai campionati europei Under-23, svolti a Budapest, in cui ottiene la medaglia di bronzo sia nella competizione individuale, perdendo contro la poi campionessa europea under-23 Ol'ha Sopit, che in quella a squadre perdendo in semifinale contro la Francia per poi vincere la finalina per il terzo posto contro la Romania assieme a Lucrezia Cantarini, Vittoria Ciampalini e Margherita Lorenzi. Nelle competizioni nazionali partecipa a quelle Under-23, svolte a Vercelli, in cui riesce a conquistare la medaglia di Bronzo individuale e quella d'Argento nella competizione a squadre miste. A livello Assoluto, nelle competizioni svolte a La Spezia, riesce a migliorare i risultati dell'anno passato raggiungendo l'ottavo posto in singolare e vincendo il suo primo Oro nella competizione a squadre. Terminerà quindi l'anno in seconda posizione nel ranking nazionale Under-23.

### 2024
Nel 2024 Anna riesce a vincere la sua prima medaglia in una tappa di CdM grazie al terzo posto, e conseguente medaglia di Bronzo, conquistata a Tbilisi. Parteciperà anche alle altre tappe di Coppa senza però più salire sul podio. Prende poi parte al Campionato europeo Under-23,svolto ad Adalia, in cui raggiunge nuovamente la nona posizione in singolare ma riesce a vincere la medaglia d'Oro nella competizione a squadre assieme ad Aurora Grandis; Giulia Amore e Matilde Calvarese battendo in finale l'Ucraina. Prende poi parte ai campionati italiani Under-23, svolti a Rende, in cui conquista la medaglia d'Oro dopo aver battuto in finale Matilde Molinari per 15-10. Partecipa poi anche ai campionati Assoluti, svolti a Cagliari, in cui arriva 26ª nella competizione individuale e si conferma in finale, nella competizione a squadre, che questa volta perderà e quindi vincerà la medaglia d'Argento. Terminerà l'anno in 33ª posizione, per quanto concerne il ranking FIE, e in seconda posizione nella categoria Under-23 nel ranking italiano.

### 2025
Il 2025 è un anno fondamentale per Anna che inizia ad essere schierata con costanza nel quartetto femminile nelle varie tappe di Coppa del Mondo. La sua stagione infatti è eccellenteː nelle otto tappe di Coppa del Mondo raggiunge per ben tre volte il podio nella competizione individualeː a Busan in cui arriva terza vincendo la medaglia di Bronzo dopo aver perso in semifinale da Elena Tangherlini; a Torino, tappa valevole come Gran Prix, in cui arriva nuovamente terza perdendo in semifinale contro la connazionale Martina Favaretto alla stoccata decisiva dopo aver battuto la campionessa uscente Lee Kiefer e, nuovamente in un Gran Prix, a Lima (Perù) arriva seconda, conquistando quindi l'Argento, questa volta perdendo in finale contro Kikuchi Komaki dopo aver battuto nuovamente, questa volta in semifinale, la Kiefer. Per quanto concerne la competizione a squadre, dopo l'inizio lento a Tunisi, fanno percorso netto vincendo le successive tappe in cui Anna prenderà parte a Busan, Hong Kong e a Vancouver (Anna ha saltato la tappa a Il Cairo a seguito del ritorno di Alice Volpi). Arrivano quindi le prime partecipazioni, e conseguente esordio, ai campionati internazionali Assolutiː inizia prendendo parte al campionato europeo in cui Anna esce prematuramente nella competizione individuale, terminando in nona posizione, ma vince la medaglia d'Oro nella competizione a squadre battendo in finale la Francia alla stoccata decisiva per 38-37 chiudendo l'assalto con un ̟8 tra stoccate date e subite. Arriva poi il campionato mondiale in cui Anna vince due splendide medaglie di Bronzo nelle due competizioniː in individuale si arrende in semifinale contro la transalpina Pauline Ranvier mentre a squadre perdono in semifinale sempre le transalpine salvo poi vincere la finalina contro il Giappone chiudendo inoltre l'assalto generale. Chiuderà l'anno in quarta posizione nel ranking FIE per quanto concerne l'individuale mentre, a squadre, giunge in prima posizione. Per quanto riguarda gli Assoluti, svolti a Piacenza, riesce a vincere anche qui a vincere la medaglia di Bronzo sia nella competizione individuale che a squadre dando la conferma ulteriore della sua ottima stagione.  Terminerà l'anno in seconda posizione del ranking nazionale, seconda solo a Martina Favaretto.

### Risultati élite
In carriera ha ottenuto i seguenti risultati: 
Mondiali
Individuale
- Bronzo nel fioretto a Tbilisi 2025

A squadre
- Bronzo nel fioretto a Tbilisi 2025

Europei
Individuale
A squadre
 Oro nel fioretto a Genova 2025
Coppa del mondo
Classifica individuale
Classifica a squadre
- 2024-2025 -  nella classifica generale del fioretto

Prove individuali
- 2023-2024 -  (Tbilisi)
- 2024-2025 -  (Lima (Perù));  (Torino, Busan)

Prove a squadre
- 2024-2025 -  (Busan, Hong Kong, Vancouver)

Universiadi
Individuale
A squadre
- Argento nel fioretto a Chengdu 2023

Campionati italiani
Individuale
- Bronzo nel fioretto a Piacenza 2025

A squadre
- Oro nel fioretto a La Spezia 2023
- Argento nel fioretto a Cagliari 2024
- Argento nel fioretto a courmayeur 2022
- Bronzo nel fioretto a Piacenza 2025

### Risultati giovani
Europei Under-23
Individuale
- Bronzo nel fioretto a Budapest 2023

A squadre
- Oro nel fioretto a Antalya 2024
- Bronzo nel fioretto a Budapest 2023